# Mepachymerus sabroskyi
Mepachymerus sabroskyi är en tvåvingeart som beskrevs av Kapoor 1974. Mepachymerus sabroskyi ingår i släktet Mepachymerus och familjen fritflugor. Inga underarter finns listade i Catalogue of Life.